# Lord Ahriman
Mikael Jan Svanberg, más conocido como Lord Ahriman (Luleå, Norbotnia, 13 de noviembre de 1972), cuyo pseudónimo está derivado del nombre persa  Ahriman (هريمن, "espíritu atormentador"), es un músico y compositor sueco. Lord Ahriman es conocido por ser el único miembro original de la banda de black metal Dark Funeral, creada por él y Blackmoon. También es el guitarrista de la banda Wolfen Society.

## Biografía
Mikael Svanberg nace en un pequeño pueblo en Estocolmo en el norte de Suecia interesándose mucho en la música desde que era un niño.
Ha citado en varias entrevistas a personas como su madre, su padre, su hermana más pequeña y su abuela como parte de las personas en las que él se inspiraba al escribir canciones cuando era un chico en el año 1989 y 1990. También era muy apasionado del satanismo (de la iglesia de LaVey) siendo también un partidario de la música extrema (cuando tenía 18 años se fue a Estocolmo para poder ir a ver bandas como Deicide y Entombed que se convertirían en grandes influencias para él).
Desde que creó Dark Funeral sus anteriores proyectos se centraban más en el death metal ya que considera a Dark Funeral como una banda de black metal y de blackened death metal.
También ha participado en otros proyectos como su banda de death metal Satan's Disciples y su otra banda de death metal Wolfen Society con el que realizó su primer MCD en el 2001 llamado Conquer Divine con la discográfica No Fashion Records que según ellos los estafaron.

## Discografía

### Dark Funeral

#### Álbumes de estudio
- Where Shadows Forever Reign (2016)
- Angelus Exuro pro Eternus (2009)
- Attera Totus Sanctus (2005)
- Diabolis Interium (2001)
- Teach Children To Worship Satan (2000)
- Vobiscum Satanas (1998)
- The Secrets of the Black Arts (1996)
- S/T (1994)

#### Compilaciones y en vivo
- In The Sign… [Compilation] - (2000)
- De Profundis Clamavi Ad Te Domine [Live] - (2004)

#### DVD
- Attera Orbis Terrarum Pt.1 (2007)
- Attera Orbis Terrarum Pt.2 (2008)

#### Demos
- Dark Funeral (MCD) [Demo] - (1994)

### Wolfen Society
- Conquer Divine - (2001)

### Apariciones especiales
- The Electric Hellfire Club - Electronomicon (2002)
- Thookian Vortex - Track: Into The Nagual [co-writing] (2007)